# Liste des intendants du Languedoc
Cet article dresse la liste des intendants du Languedoc sous l'Ancien Régime. Les rois de France se sont fait représenter en Languedoc à partir du XVIIe siècle par des intendants.
Les intendants de Languedoc avaient sous leur responsabilité la généralité de Montpellier et la généralité de Toulouse, sauf dans les années 1660 pendant lesquelles il y eut deux intendants.
En butte à l'hostilité du Parlement de Toulouse qui refusa toujours de voir s'installer à Toulouse ces hommes du roi qu'il considérait comme des usurpateurs et dont il contestait l'autorité (le Parlement se voyait comme l'émanation de l'autorité royale depuis le XVe siècle), les intendants du Languedoc s'installèrent donc à Montpellier.

## Liste des intendants
La liste des intendants ayant précédé Louis Le Tonnelier de Breteuil est à compléter.
- 1571 : Belot et Molet, commissaires du roi ;
- 1577 : Jean de Sade, commissaire du roi ;
- 1620 : de Ventadour, assisté de Belaud, maître des requêtes, conseiller d'État, intendant de justice des villes de Nîmes, Montpellier et Béziers ;
- 1632 - 1640 : Robert Miron (mort le 13 août 1641), frère de François Miron, il a été ambassadeur en Suisse (1617-1627), il représente le roi à l'ouverture des États de Languedoc, dans le compte-rendu de ceux de novembre 1633, il est qualifié de conseiller du roi en ses conseils d'État et privé, intendant de justice, police et finances audit pays du Languedoc. Il reste intendant jusqu'en juin 1640 ;
- 1633 - 1636 : Antoine Le Camus (mort le 25 janvier 1687), seigneur d'Hémery, adjoint à François Miron pour une partie des fonctions provinciales ;
- 1640 - 1641 : Charles de Machault, intendant auprès des États de Languedoc en collaboration avec les intendants Hercule de Vauquelin des Yveteaux et André de Tanse, sieur de la Perche. Il est l'oncle de Louis de Machault (1623-1695), intendant de Haute-Guyenne, intendant de Provence, intendant de Picardie, Boulonnais, Flandre, et Hainaut en 1665, intendant d'Orléans (1667-1669), intendant de Champagne à Châlons, puis intendant à Soissons (1669-1682). Il fait les discours d'ouverture des États en 1640 et 1641.
Hercule de Vauquelin, sieur des Yveteaux (mort en 1649), oncle de Nicolas Vauquelin Des Yveteaux, a été intendant pendant trois années et a peut-être exercé seul ces fonctions pendant quelque temps en 1642 quand il fit l'ouverture des États en lisant une lettre du roi Louis XIII intimant à ceux-ci « …d'ouir et d'entendre les propositions qui pourraient lui être faites sur l'établissement de la subvention générale du vingtième denier, que le roi veut être fait dans la province ». Louis XIII est alors en campagne dans le Languedoc et Richelieu est alité à Narbonne. Fils et petit-fils de magistrats qui écrivaient aussi des poèmes, poète lui-même, il a probablement dû à Richelieu son poste d'intendant. Il n'est plus intendant à la fin de 1642.
André de Tanse, sieur de la Perche, a pris le titre d'intendant de justice, police et finances du Languedoc. Il a exercé les mêmes fonctions en Guyenne ;
- 1642 - 1646 : François du Bosquet (1605-1676) a remplacé Hercule de Vauquelin à l'ouverture d'une séance des États en novembre 1642. Il était auparavant intendant de Haute-Guyenne qu'il a dû quitter précipitamment à la suite d'une révolte.
Il eut pour adjoint Jean-Baptiste de Balthazard (-1665), seigneur de Malherbe, qui a exercé les fonctions d'intendant du Languedoc après le départ de François Bosquet en mai 1646. Il a été intendant du cardinal de Retz, puis du maréchal Schomberg en Catalogne, conseiller au parlement de Paris en 1635, maître des requêtes en 1642 avant d'être intendant du Languedoc avec François du Bosquet ;
- 1646 : Jean de Balthazard. La cour ayant décidé la désunion de la Cour des Aides et de la Chambre des Comptes de Montpellier, on lui envoya pour le seconder dans cette action René de Voyer de Paulmy d'Argenson. Jean de Balthazard est révoqué et quitte le Languedoc en février 1647. D'Argenson retourna à Paris après la réunion des États ;
- 1647 - 12 août 1653 : Louis Le Tonnelier de Breteuil, intendant de justice, police et finances de Languedoc, Cerdagne et Roussillon. En 1651, pour appuyer l'action de l'intendant, la cour lui a envoyé deux commissaires extraordinaires, Alexandre de Sève, seigneur de Chantignouville et Louis Boucherat ;
- 1653 : entre le rappel de Le Tonnelier de Breteuil et l'arrivée de Bazin de Bezons, deux commissaires extraordinaires, François de Verthamont et Louis Boucherat, firent un passage rapide dans la province ;
- fin 1653 - 1673 : Claude Bazin, chevalier, seigneur de Bezons ;
- 1665-1669 : Charles Tubeuf (1634-1680), baron de Blanzac, intendant de justice, police et finances. Tubeuf eut le titre d'intendant conjointement avec de Bezons[2] ;
- 1673 - 1685 : Henri d'Aguesseau (1638-1716), intendant de justice, police et finances[3] ;
- 13 août 1685 - mai 1718 : Nicolas de Lamoignon de Basville ;
- mai 1718 - 11 février 1725 : Louis de Bernage ;
- septembre 1724 - 1743 : Louis-Basile de Bernage de Saint-Maurice, d'abord associé à son père ;
- 1743 - 28 décembre 1750 : Jean Le Nain, baron d'Asfeld (mort en fonction) ;
- janvier 1751 - 1785 : Jean-Emmanuel Guignard, vicomte de Saint-Priest (mort en fonction) ;
- 1764 - 1786 : Marie-Joseph-Emmanuel Guignard de Saint-Priest, associé à son père, se démet peu après sa mort ;
- 1786 - avril 1790 : Charles Bernard de Ballainvilliers.

L'intendance du Languedoc fut supprimée le 1er octobre 1790.